# Metacleidochasma verrucosa
Metacleidochasma verrucosa är en mossdjursart som beskrevs av Dick, Tilbrook och Shunsuke F. Mawatari 2006. Metacleidochasma verrucosa ingår i släktet Metacleidochasma och familjen Phidoloporidae. Inga underarter finns listade i Catalogue of Life.